# Susner
Susner é uma cidade e uma nagar panchayat no distrito de Shajapur, no estado indiano de Madhya Pradesh.

## Geografia
Susner está localizada a 23° 57′ N, 76° 05′ L. Tem uma altitude média de 502 metros (1 646 pés).

## Demografia
Segundo o censo de 2001, Susner tinha uma população de 13 440 habitantes. Os indivíduos do sexo masculino constituem 52% da população e os do sexo feminino 48%. Susner tem uma taxa de literacia de 72%, superior à média nacional de 59,5%: a literacia no sexo masculino é de 79% e no sexo feminino é de 64%. Em Susner, 16% da população está abaixo dos 6 anos de idade.